# Mërgim Mavraj
Mërgim Mustafë Mavraj (Hanau, 9 de junho de 1986) é um futebolista profissional albanês que atua como meia, atualmente defende o Ingolstadt.

## Carreira
Mërgim Mavraj fez parte do elenco da Seleção Albanesa de Futebol da Eurocopa de 2016.